# Жив відважний капітан
«Жив відважний капітан» (рос. «Жил отважный капитан») — радянський художній фільм 1985 року, знятий режисером Рудольфом Фрунтовим на кіностудії «Мосфільм».

## Сюжет
1944 рік. Дев'ятнадцятирічний лейтенант Анастасій Чижов (або просто — Тося), з діда-прадіда капітан, приймає командування військовим сторожовим кораблем «Звір», що несе службу в Північному морі. До війни маленький «Звір» був мирним рибальським траулером. Війна змусила його змінити професію, встановила на нього кулемети і гармату, озброїла глибинними бомбами. Рибалки, що плавали на «Звірі», тепер стали матросами і офіцерами військово-морського флоту. І море, що годувало незліченні покоління поморів, теж стало іншим. Косяки тріски пішли кудись в інші місця, де не рвалися глибинні бомби і снаряди, де не було війни. Перший вихід «Звіра» в море виявився успішним: тоді був збитий ворожий літак і на буксирі приведяний в порт. Були бої і менш вдалі. Так що «Звір» переніс жоден ремонт. І тепер йому разом з життєрадісним екіпажем на чолі з усміхненим Тосею, до безпам'ятства закоханим у дівчину Тасю, яка приїхала в його містечко з блокадного Ленінграда, належить вступити в нерівний смертельний бій, після якого в живих залишаться тільки четверо…

## У ролях
- Олександр Кулямін — Анастасій Чижов
- Маргарита Сергеєчева — Тася Желдакова
- Ігор Ясулович — Володимир Макаревич, «Макаронич»
- Андрій Гусєв — Черемиш
- Юрій Дуванов — Андрейчук
- Василь Петренко — Валерик Оськін
- Клара Лучко — Агнія
- Володимир Дружников — командувач флотилією
- Баадур Цуладзе — скульптор
- Петро Любешкін — батько Чижова
- Світлана Коновалова — Глафіра
- Олександр Январьов — старшина Бондар
- Володимир Носик — Чухляєв
- Валентина Березуцька — перукар
- Анатолій Ведьонкин — офіцер у штабі
- Анатолій Голик — відповідальний за господарство
- Юрій Гусєв — Марат Желдаков
- Галина Комарова — Дуся Слонимська
- Віталій Коміссаров — радист
- Вікторія Кузнецова — подруга Тасі, жінка з дитиною
- Вадим Курков — офіцер у штабі
- Олександр Лук'янов — матрос
- Григорій Маліков — офіцер у штабі
- Дмитро Матвєєв — офіцер у скульптора
- Надія Матушкина — працівниця пошти
- Олексій Нікульников — старший лейтенант
- Володимир Протасенко — офіцер у штабі
- Світлана Старикова — мама Тасі
- Микола Фомін — член екіпажу
- Геннадій Юхтін — майор на пошті
- Владислав Галкін — хлопчик-візник
- Євген Шкаєв — Кощій

## Знімальна група
- Режисер — Рудольф Фрунтов
- Сценаристи — Олексій Герман, Світлана Кармаліта
- Оператор — Олег Мартинов
- Композитор — Михайло Зів
- Художник — Віктор Зенков